# Polycesta cyanea
Polycesta cyanea är en skalbaggsart som beskrevs av Chamberlin 1933. Polycesta cyanea ingår i släktet Polycesta och familjen praktbaggar. Inga underarter finns listade i Catalogue of Life.